# Eberhard Heiland

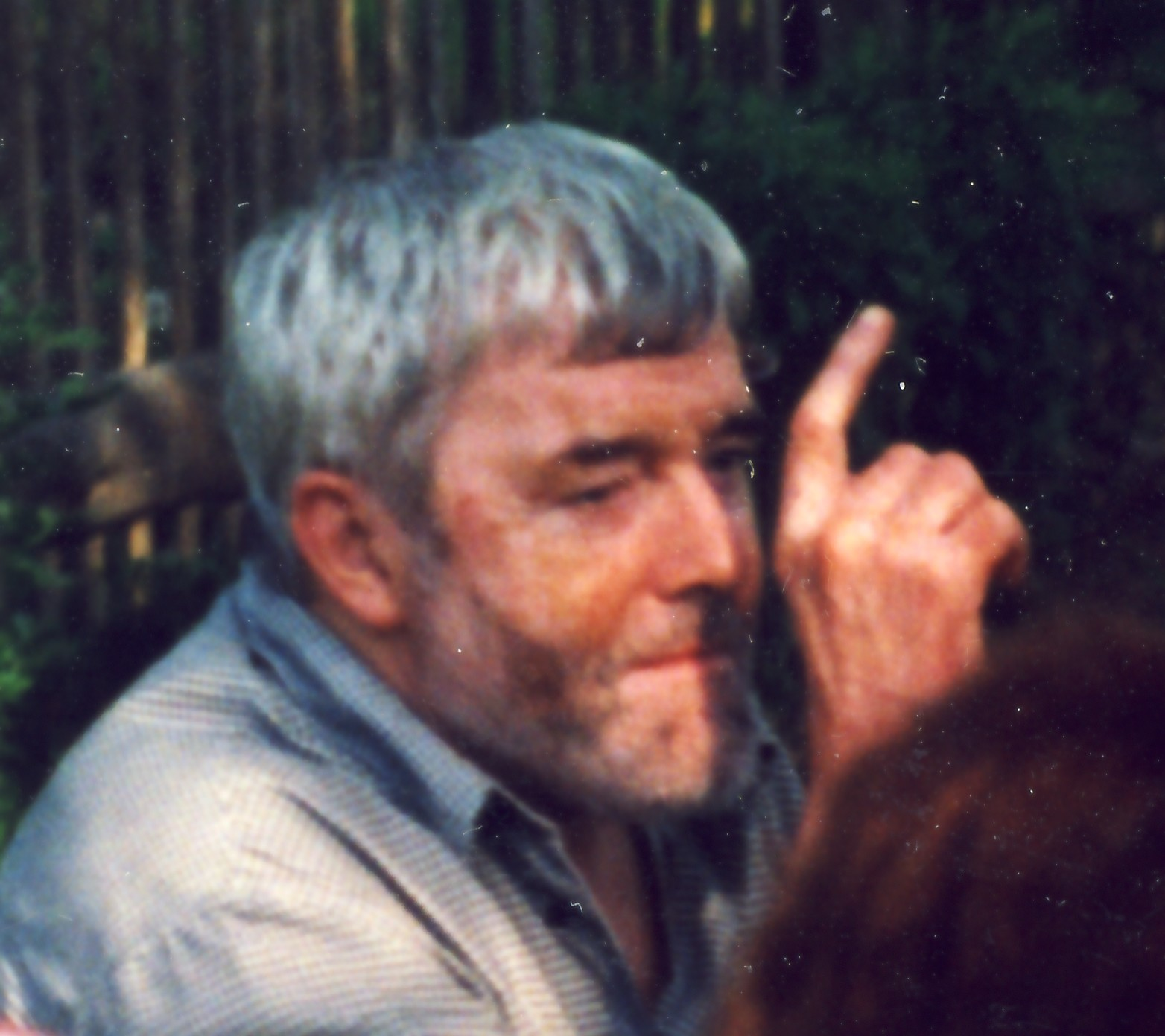
Eberhard Heiland im Mai 2000

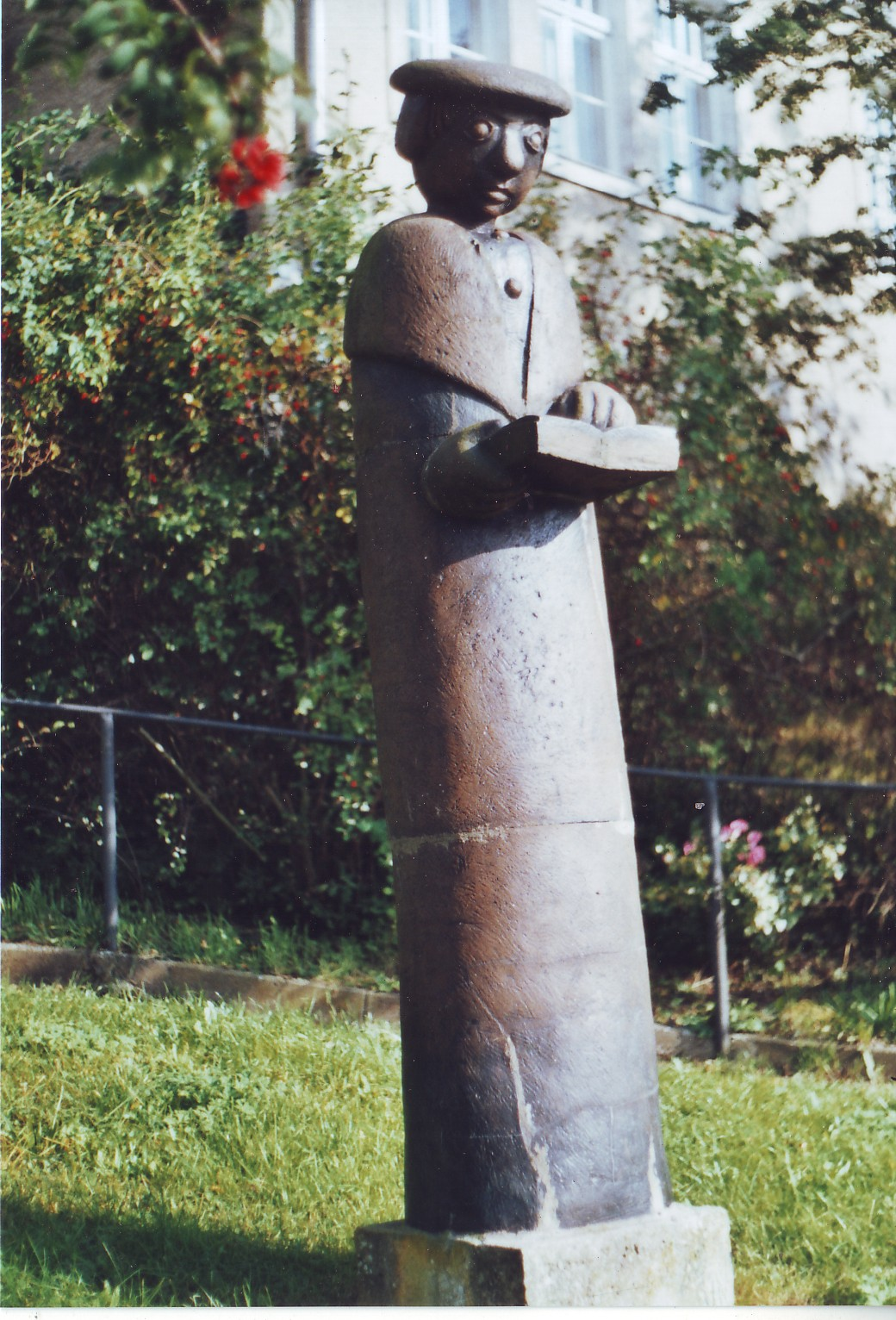
Ideenplastik vor der Kirche in Kapellendorf

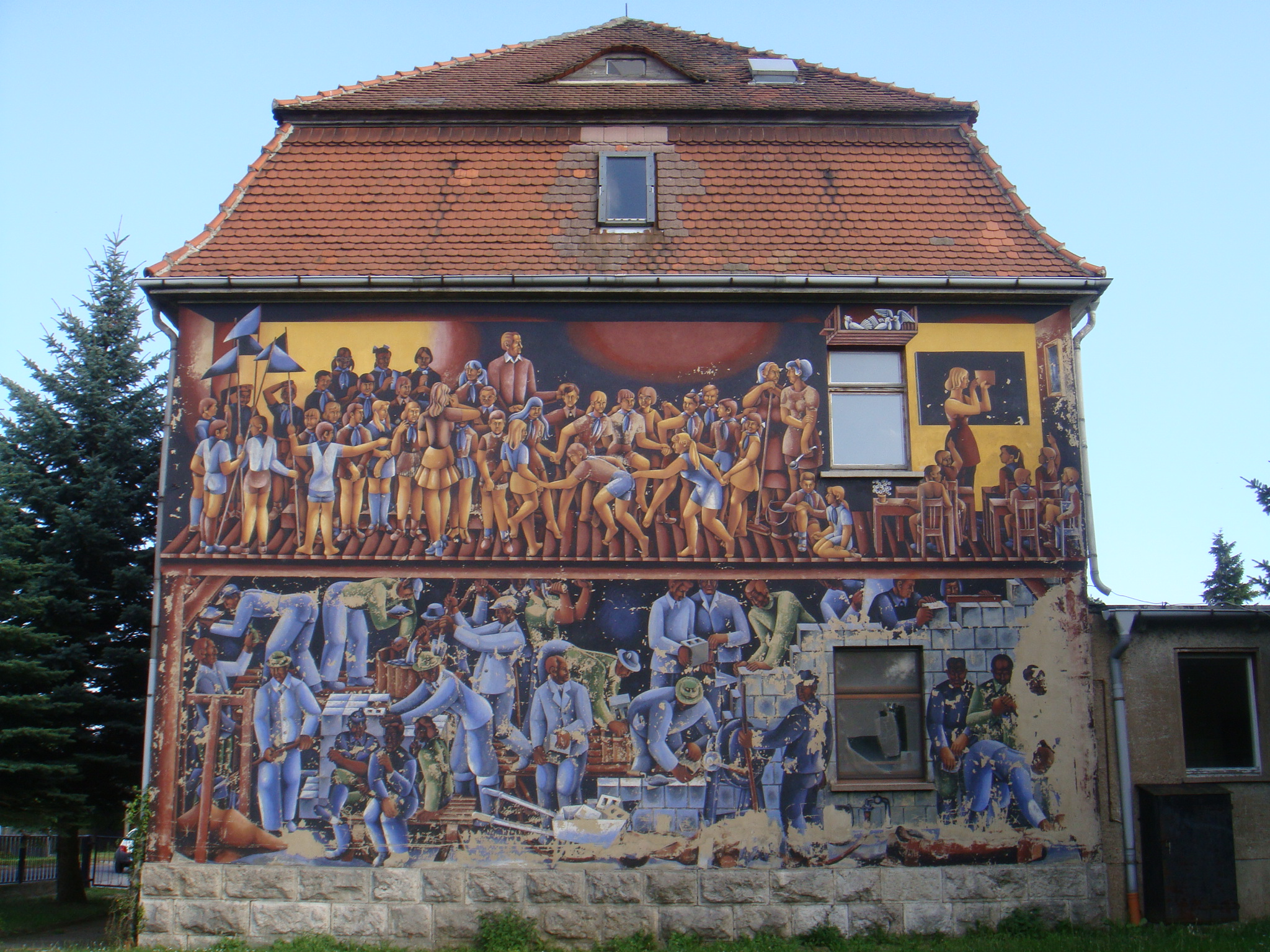
Schulleben in der DDR

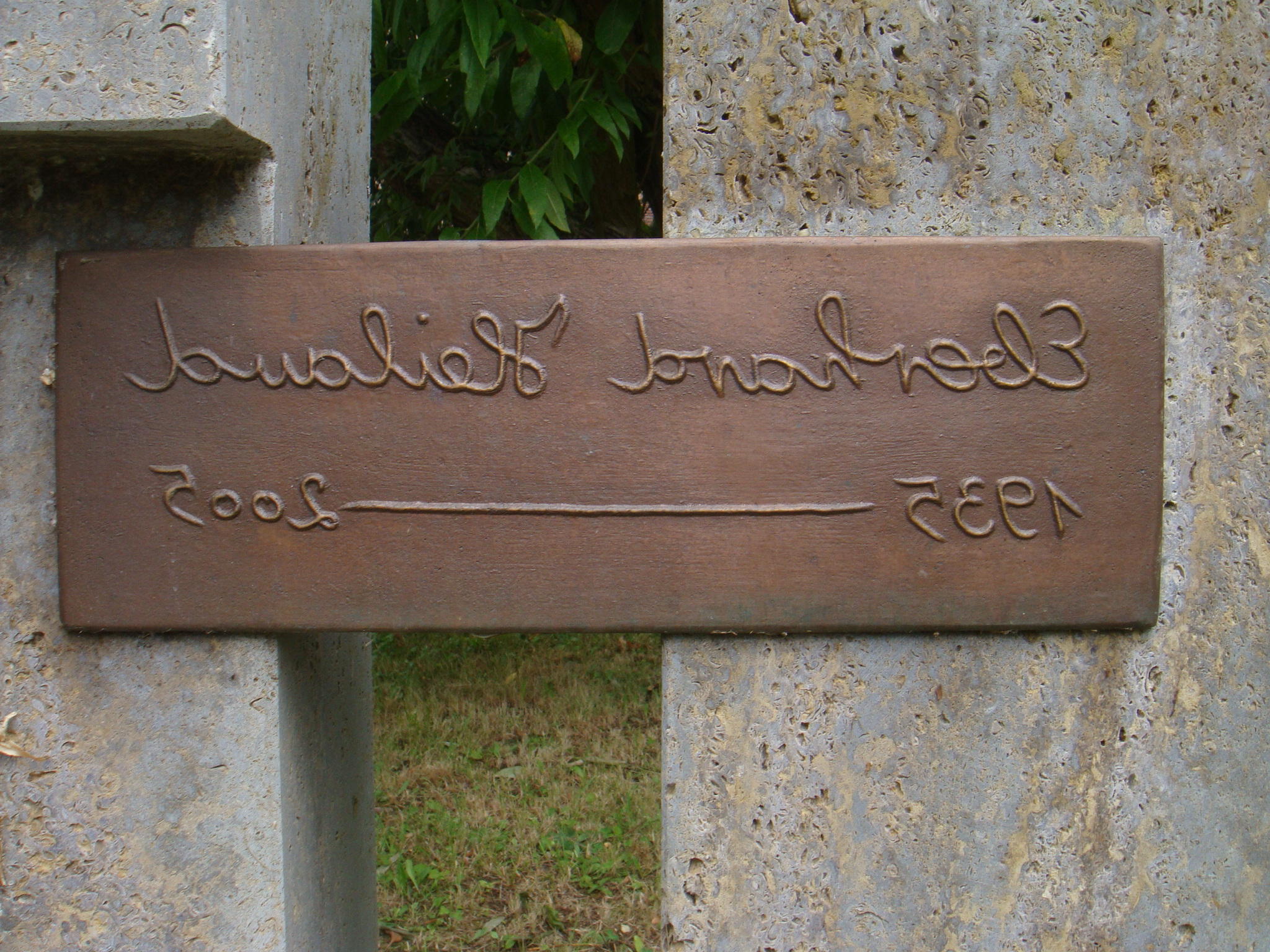
Grabtafel von Eberhard Heiland in Spiegelschrift auf dem Friedhof von Weimar-Tiefurt

Eberhard Heiland (* 4. Dezember 1935 in Mühlhausen; † 25. April 2005 in Weimar) war ein deutscher Maler und Keramiker.

## Leben und Werk
Seine erste Ausbildung absolvierte Heiland als Anstreicher mit der Zusatzqualifikation als Dekorationsmaler. Er besuchte von 1953 bis 1958 die Fachschulen für bildende und angewandte Kunst in Erfurt und Heiligendamm, anschließend die Hochschule für bildende Kunst in Berlin-Weißensee, wo er 1963 den Abschluss als Diplom-Keramiker erwarb. 1968 wurde er als Kunsthandwerker in den Verband Bildender Künstler der DDR (VBK)  aufgenommen. Von 1973 bis 1983 war er Sektionsleiter der Maler und Grafiker des Verbandes, von 1960 bis 1989 Mitglied der SED.

Zunächst trat Heiland mit keramischen Arbeiten in Erscheinung und schuf objektgebundene Kunstwerke am Bau oder in öffentlichen Räumen, z. B. die Figuren auf dem „Brunnen der Völkerfreundschaft“ im Wohngebiet Rieth in Erfurt (1988 beseitigt). In zahlreichen Schulen schuf er stark farbige Wandbilder und Friese. Seine Themen reichten von Personen, Akten, Landschaften bis hin zu sozialen Sujets. Im Jahre 1983 bemalte er drei Wandnischen in der Bartholomäuskirche von Kapellendorf. Für das dortige Evangelische Gemeindezentrum „Thomas Müntzer“ schuf er ein keramisches Standbild des Reformators (Ideenplastik). 

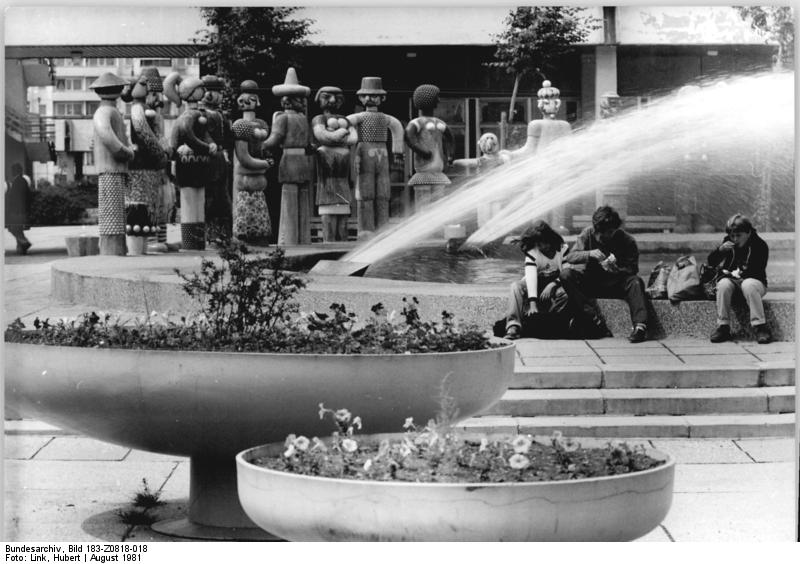
Brunnen der Völkerfreundschaft in der Erfurter Riethstraße

## Werke (Auswahl)

### Plastiken
- Der Blumen-Schwejk 1973
- „Brunnen der Völkerfreundschaft“ Erfurt-Rieth (1979–1988[1])
- Der Schwimmer an der Schwimmhalle von Weimar
- Thomas Müntzer (Ideenplastik) in Kapellendorf 1989

### Tafelbilder
- Arbeiter im Atelier 1976/77
- Zwei Weimar-Werker 1977
- Landwirtschaftlicher Fetus oder Die Frau des Agrarpiloten 1978/79
- Genosse Tiefbauer 1979
- Selbst mit amplitudem Kreis 1979
- Zwiebelband (Öl, 1981)
- Juri aus Frunse in Weimar (1985, Mischtechnik, 179 × 88 cm)
- Die Aura der Schmelzer (Öl auf Hartfaser, 100 × 150 cm, 1988)[2]

### Wandbilder
- Außenwand der Schule von Oberroßla
- „Die Jugend in der Landwirtschaft“, Silikatmalerei 1973, Stirnseiten der Ernst-Thälmann-Oberschule in Leubingen.[3] (zerstört)

### Buchillustrationen
- Heinz Knobloch: Nachträgliche Leckerbissen. Feuilletons, Aufbau Verlag, Berlin 1979
- Peter Franz (Hrsg.): Hinter der Mauer und doch frei. Ein NachLeseBuch von DDR-Christen, Schkeuditz 1997, ISBN 3-929994-96-8

## Ausstellungen (unvollständig)

### Einzelausstellung
- 1984: Mühlhausen, Galerie am Entenbühl (Malerei und Grafik)

- 1985: Weimar, Galerie im Cranachhaus

### Ausstellungsbeteiligungen
- 1972/1973, 1977/1978 und 1982/1983: Dresden, VII. bis IX. Kunstausstellung der DDR
- 1975, 1979 und 1984: Erfurt, Bezirkskunstausstellungen
- 1976: Karl-Marx-Stadt, Städtische Museen („Jugend und Jugendobjekte im Sozialismus“)
- 1977: Leipzig („Kunst und Sport“)
- 1985: Erfurt, Gelände der Internationalen Gartenbauausstellung („Künstler im Bündnis“)
- 1986: Cottbus, Staatliche Kunstsammlung („Soldaten des Volkes - dem Frieden verpflichtet“)
- 1989: Berlin, Akademie-Galerie im Marstall („Bauleute und ihre Werke. Widerspiegelungen in der bildenden Kunst der DDR“)